# Porto de Pedras
Porto de Pedras là một đô thị ở bang Alagoas, Brasil. Dân số năm 2004 ước tính là 10.558 người.